# Blue Lines
Blue Lines är ett musikalbum av Massive Attack, albumet utgavs den 8 april 1991 i Storbritannien. Blue Lines räknas idag som en av grundstenarna för musikstilen triphop. 

## Låtlista
1. Safe from Harm – 5:18
2. One Love – 4:48
3. Blue Lines – 4:21
4. Be Thankful for What You Got – 4:09
5. Five Man Army – 6:04
6. Unfinished Sympathy – 5:08
7. Daydreaming – 4:14
8. Lately – 4:26
9. Hymn of the Big Wheel – 6:36